# Marcelle Cahn
Marcelle Cahn (ur. 1 marca 1895 w Strasburgu, zm. 20 września 1981 w Neuilly-sur-Seine) – francuska malarka abstrakcyjna, członkini grupy Abstrakcja-Kreacja.

## Życiorys
Urodziła się w żydowskiej rodzinie w Alzacji obecnie region Grand Est a zmarła w wieku lat 86 w Neuilly-sur-Seine. W Nicole Ferry Art Gallery w Paryżu znajduje się kolekcja prac artystki. 
Obszerna kolekcja obrazów artystki - 345 prac - znajduje się w Muzeum Modernizmu i Sztuki Nowoczesnej w Strasburgu.